# Carlo Morelli (ingegnere)
Carlo Morelli (Pavia, 1599 circa – Torino, 1665) è stato un ingegnere e militare svizzero-italiano.

## Biografia
Fu impegnato in numerosi dei conflitti della Casa Savoia: la sua attività è documentata a Pinerolo nel 1629, al forte di Ceva dal 1638, alla fortezza di Vercelli nel 1641, ai forti di Cengio e Crescentino nel 1648, a Ivrea nel 1652, alla rocca di Verrua dal 1652 al 1657, e ad Alba dal 1672 al 1676.
È noto per la pubblicazione della raccolta Avvertimenti sopra le fortezze di S.A.R. del 1665.